# Max Heindel

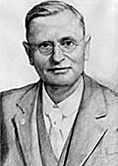
Max Heindel

Max Heindel, pseudoniem voor Carl Louis von Grasshoff (Aarhus, Denemarken, 23 juli 1865 - Oceanside (Californië), Verenigde Staten, 6 januari 1919) was de stichter van de Rozenkruisersbeweging The Rosicrucian Fellowship in Oceanside, Californië. Hij richtte deze beweging in 1909 op nadat hij, naar eigen zeggen, in 1907 was ingewijd in de mysteriën van het Rozenkruis door een onbekende hoge dignitaris van deze beweging. Max Heindel heeft vele geschriften gepubliceerd die allemaal tot het publieke domein behoren. Het Lectorium Rosicrucianum of de Internationale School van het Gouden Rozenkruis is een rozenkruisersbeweging die in Nederland is ontstaan uit de beweging van Max Heindel.

## Levensbeschrijving
Carl Louis Fredrik von Grasshoff wordt geboren in Denemarken en verlaat op zestienjarige zijn ouderlijk huis om in Glasgow in Schotland te werken op de scheepswerven en scheepswerktuigbouwkunde te studeren en te praktiseren. Van 1895 tot 1901 werkte hij als raadgevend ingenieur in New York. In deze periode trouwde hij en kreeg hij een zoon en twee dochters. Zijn vrouw stierf in 1905.
In 1903 verhuisde hij naar Los Angeles om werk te zoeken. Daar leert hij in 1904 de theosofie kennen. Hij is diep onder de indruk van de leringen over karma en reïncarnatie van Helena Blavatsky (die hij leerde van de theosoof Charles Leadbeater), wordt vegetariër en wijdt zich aan het verspreiden van deze leringen in verschillende steden in Amerika. Al snel wordt hij vice-voorzitter van de Theosofische Vereniging in Amerika. Ook leert hij daar Augusta Foss kennen, die korte tijd later zijn echtgenote zou worden en die hem de beginselen van de astrologie bijbrengt.
Tijdens zijn lezingentournees in de Verenigde Staten stelt Von Grasshoff vast dat de theosofische benamingen, die allemaal in het Sanskriet zijn, het begrip van de lering of filosofie nodeloos bemoeilijken. Daarom ontwikkelt hij een nieuwe westers-esoterische terminologie,  die de oorspronkelijk Indische leringen voor denkende mensen begrijpelijk maakt. Hoewel deze leringen hem inzicht in de grote samenhangen van het bestaan hebben gegeven, mist hij een belangrijk element: een filosofie voor het westen.
Op aanraden van een vriendin reist hij in 1907 naar Europa om kennis te maken met de leer van Rudolf Steiner, die toen nog voorzitter was van de Duitse afdeling van de Theosofische Vereniging. Hij volgt lezingen van Steiner en heeft een aantal gesprekken met hem, waarbij verschillen van opvatting tussen hem en Steiner aan het licht komen.
Kort daarop heeft Von Grasshoff naar eigen zeggen tot twee keer toe een ontmoeting met een ‘oudere broeder’ van de orde van het Rozenkruis. Deze stelt hem op de proef, door hem geheime kennis te beloven, op voorwaarde dat hij deze niet verspreidt. Door dit te weigeren, slaagt Von Grasshoff, want de verspreiding van deze kennis ten bate van wereld en mensheid is juist het doel van de orde.
Bij het tweede onderhoud vertelde de oudere broeder hem hoe hij de tempel van het rozenkruis, niet heel ver van Berlijn, kon bereiken. Von Grasshof ging daar naartoe en verbleef daar meer dan een maand. In aanwezigheid en onder de leiding van de oudere broeders ontving hij daar leringen die hij later zou verwerken in zijn hoofdwerk ‘The Rosicrucian cosmo-conception’ of ‘De Wereldbeschouwing der Rozenkruisers’ die hij publiceerde onder de naam Max Heindel, waarvan de eerste druk in november 1909 in Chicago in een oplage van 2000 zou verschijnen. Twee maanden daarvoor had hij op 8 augustus 1909 in Seattle The Rosicrucian Fellowship opgericht.
Van november 1909 tot maart 1910 leidt Max Heindel het werk in Los Angeles en vult met drie lezingen in de week een zaal voor duizend personen tot de nok. Verder verduidelijkt Heindel de rozenkruis-inzichten door brieven, door cursussen, door astrologische studie, door lezingen en door diensten.
Met minimale middelen organiseert hij een groot werk. dat vele vertakkingen kent - Europa, Brazilië, India. Het gedachtegoed kent in grote lijnen dezelfde (esoterische) elementen als de theosofie, zonder de vermenging met de oosterse elementen. Het grote verschil is: bij de Fellowship staat de zending van Christus centraal.
Het leven van Max Heindel is in 2003 uitgebreid beschreven door de Nederlandse biograaf Ger Westenberg (1933).